# Star Wars Battlefront: Renegade Squadron
Star Wars Battlefront: Renegade Squadron är ett tredjepersonsskjutspel inom Star Wars: Battlefront-spelserien baserad på Star Wars-filmserien. Spelet gavs ut i oktober 2007 till Playstation Portable.

## Lägen och handling
Det finns tre olika spellägen i Star Wars Battlefront: Renegade Squadron:
- Campaign
- Galactic Conquest
- Instant Action

### Fotnoter
1. ↑  ”Star Wars Battlefront: Renegade Squadron” (på engelska). Mobygames. 10 mars 2007. http://www.mobygames.com/game/star-wars-battlefront-renegade-squadron. Läst 15 maj 2015.